# Дуенья (фільм)
«Дуенья» (рос. «Дуэнья») — російський радянський художній фільм 1978 року режисера Михайла Григор'єва за п'єсою англійського драматурга Річарда Б. Шерідана.

## Сюжет
Негарна і у віці хитра дуенья влаштовує щастя молодих закоханих і зриває плани багатого купця Мендоса, який претендує на руку її вихованки Інеси, і, обвівши навколо пальця, одружує його з собою.

## У ролях
- Володимир Зельдін
- Тетяна Васильєва
- Ірина Муравйова
- Олександр Король
- Марина Лібакова-Ліванова
- Олександр Сафронов
- Євген Леонов
- Любов Поліщук
- Володимир Сошальський
- Семен Фарада
- Ольга Фомічова
- Зоя Біла
- Юрій Сучков
- Анатолій Кубацький

## Творча група
- Сценарій: Михайло Григор'єв
- Режисер: Михайло Григор'єв
- Оператор: Євген Анісімов, Володимир Ошеров, Олексій Родіонов
- Композитор: Тихон Хрєнніков